# 清溪河
清溪河，是中国长江流域的一条河流，汇入芙蓉江，属于乌江水系。河长81千米，流域面积1502平方千米，多年平均流量25立方米每秒。自然落差720米。水能理论蕴藏量3万千瓦。